# Елек
Елек (мађ. Elek) је мањи град у жупанији Бекеш у Мађарској.
Јевреји су живели у граду још у 19. веку, а 1944. године многе од њих су нацисти убили у Холокосту.

## Географија
Град покрива површину од 54,94 km2 (21,21 sq mi) и имао је 5.567 становника 2002. године.

## Историја
- 1232: Први пут поменут
- 1566-1696 : Отоманска владавина (Отомански ратови у Европи)
- 1724: насељавање немачких колониста (претежно из Франконије)
- 1739 : Бубонска куга
- 1894 : Артески бунар
- 1920: Елек постаје погранични град (Тријанонски споразум)
- 1946 : Бекство и протеривање Немаца током и након Другог светског рата, око половине становништва Елека је отерано
- 1996: Елек добија статус града

## Популација по годинама
| Година | Популација |
| ------ | ---------- |
| 1802   | 1.200      |
| 1835   | 2.500      |
| 1890   | 5.700      |
| 1930   | 8.400      |
| 1940   | 9.300      |
| 2000   | 5.500      |
| 2010   | 4.985      |
| 2019   | 4.816      |

### Демографија
Године 2001. 84% градског становништва тврдило је да су Мађари, 8% Румуни, 4% роми и 4% Немци,  а мала заједница Словака такође живи овде.
Током пописа из 2011. године, 81,9% становника се изјаснило као Мађари, 8% као Роми, 4,2% као Немци, 5,5% као Румуни и 1,1% као Словаци (17,8% се није изјаснило, двојни идентитет укупан број може бити већи од 100%).
На основу података пописа из 2001. године, број становника је следећи. 38,5% су римокатолици, 12,5% је реформисано, прибл. 4% су гркокатолици и  2% су лутерани. Другој цркви или конфесији припада 5%, док 38% не припадају ниједној верској заједници, или нису одговорили.
У 2011. верска дистрибуција је била следећа: римокатолици 23,4%, реформисани 8%, лутерани 1,2%, гркокатолици 1,9%, неконфесионални 33,7% (28% се није изјаснило).